# دختران اس‌اس
دختران اس‌اس (انگلیسی: SS Girls) با نام اصلی خانهٔ مخفی اس‌اس (ایتالیایی: Casa privata per le SS) یک فیلم کمدی سکسنتفاعی ایتالیایی به کارگردانی برونو ماتی است که در سال ۱۹۷۷ منتشر شد.
این فیلم دربارهٔ فاحشه‌خانه‌ای است که در آن خائنان عالی نازی‌ها قلع و قمع می‌شوند. برای کمک به فاحشه‌خانه، یک فرمانده نازی که در کار اطلاعاتی مشارکت دارد، از دانشمندانی کمک می‌گیرد که روسپی‌های مختلف را برای ارضای تمایلات جنسی فرماندهان عالی ورماخت و نابود کردن کردن آنان در نیروهای ورماخت یا نیروهای اس‌اس نازی آموزش می‌دهند. این فیلم نمونه‌ای از سبک «بهره‌کشی نازی» است.
این چرخه از فیلم‌های بهره‌کشی جنسی نازی‌ها عمدتاً ایتالیایی و متعلق به دوره‌ای کوتاه بین سال‌های ۱۹۷۵ و ۱۹۷۷ هستند. در فیلم‌های برونو ماتی با مضمون نازی، مکان وقوع داستان روسپی‌خانه‌های نازی بوده و حاوی صحنه‌های جنسی آشکار و بی‌پرده هستند. این فیلم در ۱۲ ژانویهٔ ۱۹۷۷ از ادارهٔ سانسور ایتالیا مجوز پخش گرفت.

## گزیدهٔ بازیگران
- گابریله کارارا
- مارینا دائونیا
- ماشا ماگال
- لوچانو پیگوتسی
- توماس رودی
- ایوانو استاچولی
- والتر براندی
- واسیلی کاریس
- آنا ملیتا
- سالواتوره باکارو